# Nikola Filipović (pravnik)
Nikola Filipović (Svilna kraj Pleternice, 31. siječnja 1933. – Zagreb, 12. veljače 2007.), hrvatski je pravnik.

## Obrazovnje
Pravni studij završio je 1957. godine na Pravnom fakultetu u Zagrebu, gdje je 1985. i doktorirao. 

## Karijera
Nakon rada u sudstvu 1957. – 1960., na Pravnom fakultetu u Zagrebu predavao je ustavno pravo (1960. – 1988.) Bio je i član Ustavnoga suda SRH (1988. – 1991.) te Ustavnoga suda RH (1991. – 1999.), kojemu je bio i dopredsjednikom (1991. – 1993.) Kao član Ustavne komisije sudjelovao u izradbi i donošenju Ustava RH 1990.

## Djela
- Ustavno pravo (koautor, 1974.),
- Ustavno pravo i političke institucije (koautor, 1981.).